# 仙台平

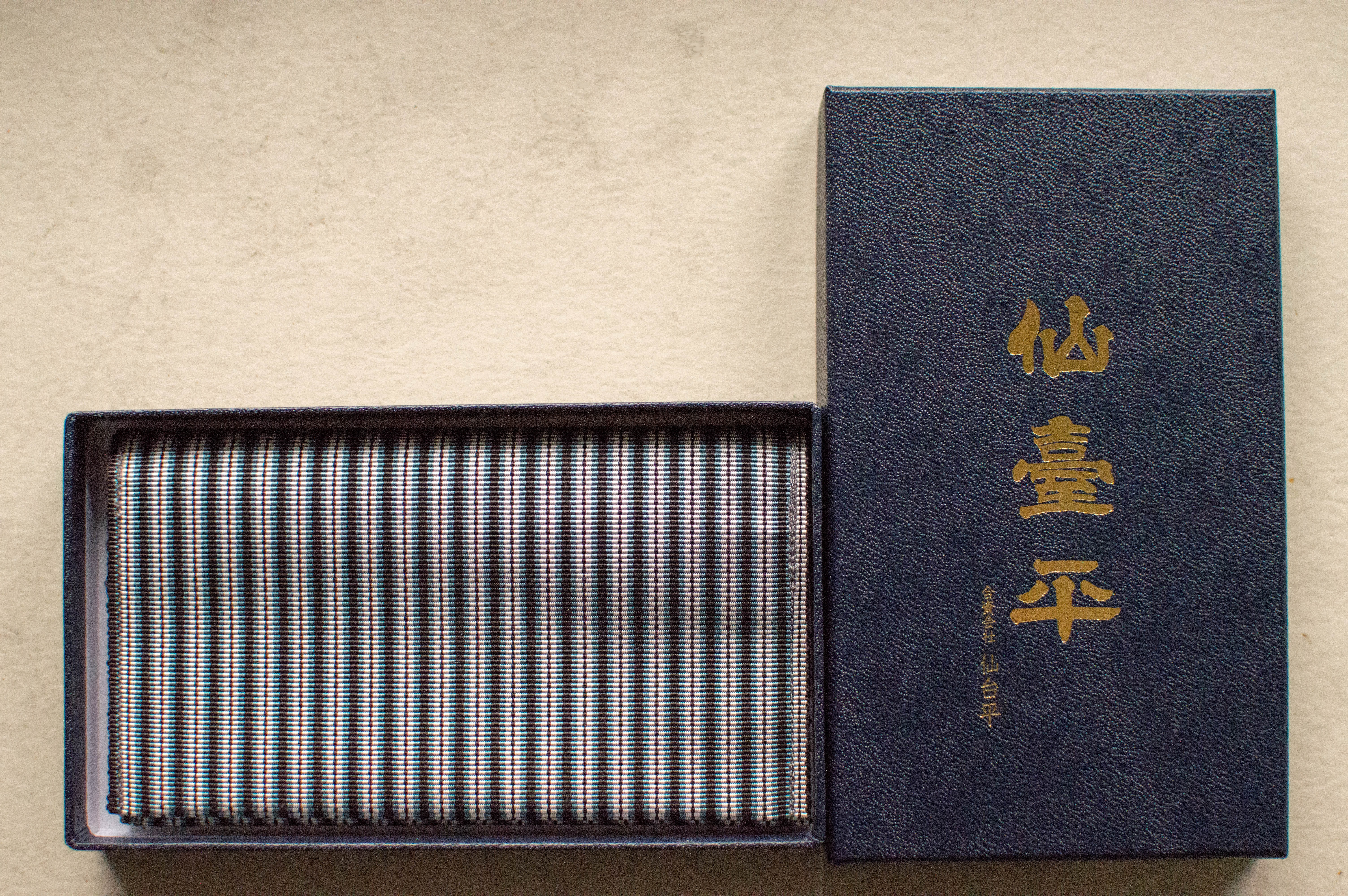
仙台平 名刺入れ

仙台平（せんだいひら）は、日本の宮城県仙台市で作られる絹織物である。江戸時代から明治時代にかけて袴地の最高級品として知られたが、袴の需要減少とともに生産量が少なくなり、現在製造するのは合資会社仙台平だけである。重要無形文化財（2002年7月8日指定、指定名称「精好仙台平」）。

## 概要
非常に堅牢な生地であり皺がつきにくく、絹独特の光沢と感触の良さが特徴的。多くは灰色系統の縞模様のもの。
延宝末期に仙台藩藩主の伊達綱村が京都から織工を招聘し、御用織師として袴などを織らせたのが始まりだと伝えられている。また、17世紀後半から18世紀初頭にかけて仙台藩のお抱え織物師であった小松弥右衛門という職人が考案したものという説もある。
現在、「合資会社仙台平」（宮城県仙台市太白区根岸町15-5）のみが製造しており、「仙台平」は同社の商号および商標ともなっている。

## 特徴
経糸は練糸、緯糸は撚りを掛けない生糸か半練糸で織る。その際、緯糸を水で濡らして二度打ちし生地の密度を高くする。特に堅牢なものでは、経糸と緯糸をともに水で濡らして四度、五度と打ち込む。
その中でも特に地質が堅いのが、精好仙台平と呼ばれる精好織（特に上質の練糸を用いた平織り）の仙台平である。